# Дома 1186 км
Дома 1186 км (рос. Дома 1186 км) — починок в Балезінському районі Удмуртії, Росія.

## Населення
Населення — 4 особи (2010; 10 в 2002).
Національний склад станом на 2002 рік:
- удмурти — 80 %